# Carolyn Gold Heilbrun
Carolyn Gold Heilbrun (East Orange, 13 de enero de 1926-Nueva York, 9 de octubre de 2003) fue una académica estadounidense de la Universidad de Columbia, la primera mujer titular del departamento de inglés, y una prolífica autora feminista de estudios académicos. A partir de la década de 1960, bajo el seudónimo de Amanda Cross, publicó numerosas novelas de misterio con una mujer como protagonista. Estas obras se han traducido a diferentes idiomas alcanzando ventas cercanas al millón de copias en todo el mundo.

## Biografía
Heilbrun nació en East Orange, Nueva Jersey. Era hija de Archibald Gold y Estelle (Roemer) Gold. La familia se trasladó al Upper West Side de Manhattan cuando ella era una niña.
Se graduó en el Wellesley College, en 1947, con una especialización en inglés. Posteriormente, estudió literatura inglesa en la Universidad de Columbia donde obtuvo un máster en 1951 y un doctorado en 1959. Entre sus principales mentores se encontraban los profesores de Columbia Jacques Barzun, Lionel Trilling y Clifton Fadiman, todos ellos fueron una importante inspiración para su obra de no ficción: Cuando los hombres eran los únicos modelos que teníamos: mis profesores Barzun, Fadiman y Trilling (2002).

## Trayectoria
Heilbrun enseñó inglés en Columbia durante más de tres décadas, desde 1960 hasta 1992. Fue la primera mujer en obtener la titularidad en el Departamento de Inglés donde ocupó un puesto permanente. Su especialidad académica fue la literatura moderna británica, particularmente el Círculo de Bloomsbury. Entre sus libros académicos se encuentra el estudio feminista Writing a Woman's Life (1988). En 1983, junto con la crítica literaria Nancy K. Miller, fundó la editorial de la Serie de Género y Cultura de la Columbia University Press. Desde 1985 hasta su jubilación, en 1992, ejerció como profesora de Humanidades en la Fundación Avalon de Columbia. 

### Novelas de misterio
Heilbrun fue la autora de quince misterios de Kate Fansler, obra publicada bajo el seudónimo de Amanda Cross. Su protagonista Kate Fansler, igual que Heilbrun, era profesora de inglés. En 1965, la primera novela de la serie fue preseleccionada para el premio Edgar en la categoría de mejor ópera prima.
Heilbrun mantuvo en secreto su faceta de novelista de misterio para proteger así su carrera académica, hasta que un admirador descubrió la verdadera identidad de "Amanda Cross" a través de los registros de los derechos de autor. En sus novelas, todas ambientadas en el mundo académico, Heilbrun exploró cuestiones tales como el feminismo, la política académica, las amistades de las mujeres y otros temas políticos y sociales, Death in a Tenured Position (1981), ambientada en la Universidad de Harvard, fue particularmente dura en su crítica al tratamiento dado a las mujeres por parte del sistema académico. Heilbrun, según Kimberly Maslin, «reconceptualiza el papel del detective y la naturaleza del crimen y su resolución»". Sus libros fueron traducidos al «japonés, alemán, francés, sueco, finlandés, español e italiano, vendiendo en total casi un millón de copias en todo el mundo».

## Vida personal
Estuvo casada con el economista James Heilbrun, al que conoció en la universidad, y con el que tuvo tres hijos.

## Últimos años
Heilbrun disfrutaba del trabajo en soledad. A pesar de tener tres hijos, a menudo pasaba temporadas sola en varios retiros a lo largo del año, incluido su lujoso apartamento en Manhattan y una casa de campo en el norte del estado de Nueva York. Tenía también una casa de verano en Alford, Massachusetts, y, cuando ya había cumplido 68 años, compró una nueva vivienda para su disfrute personal. 
Sus opiniones eran firmes sobre casi todos los aspectos de la vida de las mujeres. También creía que poner fin a la propia vida era un derecho humano fundamental. De acuerdo con su punto de vista sobre el envejecimiento en The Last Gift of Time: Life Beyond Sixty, a los sesenta años dejó de usar tacones altos, medias y ropa ajustada, adoptando a partir de entonces blusas y pantalones en su atuendo diario. Según recordaba su hijo: «Mi madre, que era una anfitriona generosa de joven, perdió su interés por las cenas cuando se hizo mayor. Prefería pedir comida en el supermercado local y que se la enviaran a su apartamento porque estaba demasiado ocupada para perder el tiempo exprimiendo naranjas en Fairway».
En su libro The Last Gift of Time: Life Beyond Sixty, Heilbrun expresó su deseo de quitarse la vida a los setenta años ya que "no hay alegría pasado ese tiempo, solo la experiencia de un miserable final". Al cumplir esa edad, en enero de 1996, no llevó a cabo su propósito y se dio siete años más de vida.
Una mañana de otoño de 2003, paseando por la ciudad de Nueva York con su amiga de siempre, Mary Ann Caws, le comentó que se sentía triste. Cuando Caws le preguntó por la causa de su tristeza, Heilbrun le respondió: «El universo», y a continuación se fue a su apartamento. A la mañana siguiente la encontraron muerta, había tomado somníferos y tenía una bolsa de plástico en la cabeza. En la nota que había dejado decía: «El viaje ha terminado. Amor a todos.» Tenía setenta y siete años. Según su hijo, su madre gozaba de buena salud, no tenía padecimientos físicos o mentales conocidos y sentía que su vida estaba "completa". 

## Reconocimientos
Heilbrun recibió las becas: Guggenheim Fellowship en 1966 y 1970, la Bunting Institute en 1976 y Rockefeller en 1976. Fue investigadora principal del Fondo Nacional para las Humanidades en 1983, miembro del consejo ejecutivo de la Modern Language Association, de 1976 a 1979, y su presidenta en 1984.

## Controversia
En 1992 Heilbrun fue tema de un artículo de Anne Matthews en el New York Times Magazin, en el que acusaba al Departamento de inglés de Columbia de discriminar a las mujeres. El exdecano del Columbia College, Carl Hovde, en una carta airada al editor admitió que en el pasado existía una discriminación generalizada contra las mujeres en Columbia «y en todas las demás universidades", pero desestimó las acusaciones de Matthews sobre las discriminaciones en aquel momento calificándolas de "basura». No obstante, Heilbrun fue muy explícita al recordar su papel de profesora célebre en Columbia. En unas declaraciones al New York Times declaró «Cuando hablaba a favor de los problemas de las mujeres, hicieron que me sintiera incómoda en mi propio departamento, me apartaron de comités cruciales, me ridiculizaron e ignoraron», y puntualizó «Irónicamente, mi nombre en el catálogo le dio a Columbia la reputación de fomentar los estudios feministas en el modernismo. Nada más lejos de la realidad». 

### Publicaciones académicas
Como académica Heilbrun fue autora y editora de catorce libros de no ficción, incluido el estudio feminista Writing a Woman's Life (1988). Entre ellos:
- La familia Garnett, Macmillan, 1961. Un estudio de los Garnett, una familia británica cuyos numerosos miembros se dedicaron al estudio y a la escritura de libros.
- Hacia un reconocimiento de la androginia, Alfred A. Knopf, 1973. En la reseña del libro para The New York Times, Joyce Carol Oates escribió «para Carolyn Heilbrun (profesora de inglés en Columbia) la salvación misma de nuestra especie depende de nuestro 'reconocimiento de la androginia' como un ideal consciente».[13]
- Álbum de Lady Ottoline, editora. Alfred A. Knopf, 1976. Fotografías, tomadas principalmente por Morrell, de sus contemporáneos en Gran Bretaña.
- Reinventar la feminidad, Norton, 1979. Una investigación sobre la identidad y autonomía de las mujeres en el mundo. Una reseña sobre este trabajo publicada en Kirkus Reviews señalaba sobre la obra de Heilbrun "pasando con convicción de la autobiografía al análisis literario, la teoría edípica y los estudios de modelos familiares entre mujeres "triunfadoras", ...intenta sugerir formas en las que las mujeres puedan reclamar actitudes y roles supuestamente masculinos como un derecho propio desde su nacimiento".[14]
- La representación de las mujeres en la ficción, coeditora. Johns Hopkins University Press, 1983.
- Escribiendo la vida de una mujer, Ballantine, 1988.
- La madre de Hamlet y otras mujeres, Columbia University Press,1990. Una colección de ensayos que exploran el feminismo en los estudios literarios.
- La educación de una mujer: la vida de Gloria Steinem, The Dial Press, 1995. Biografía.
- El último regalo del tiempo: la vida después de los sesenta, Ballantine Books, 1998. Recopilación de ensayos sobre los retos y ventajas del envejecimiento.
- Cuando los hombres eran los únicos modelos que teníamos: mis profesores Barzun, Fadiman, Trilling, University of Pennsylvania Press, 2002. Memorias que relatan las relaciones de Heilbrun con sus mentores Jacques Barzun, Clifton Fadiman y Lionel Trilling.

### Misterios deKate Fansler
- En el último análisis (1964).
- El asesinato de James Joyce (1967).
- Justicia poética (1970).
- Los misterios tebanos (1971).
- La pregunta de Max (1976).
- Muerte en un puesto fijo (1981, ganador del premio Nero).
- Dulce muerte, buena muerte (1984).
- Sin noticias de Winifred (1986).
- Una trampa para tontos (1989).
- Los jugadores vuelven de nuevo (1990).
- Un espía imperfecto (1995).
- La colección de historias (1997) la mayoría dedicadas a Kate Fansler.
- El corazón enigmático (1998).
- Duda honesta (2000).
- El borde de la perdición (2002).

### Documentos
- Artículos de Carolyn G. Heilbrun en la Colección Sophia Smith, Colecciones Especiales de Smith College.
- Artículos de Carolyn G. Heilbrun en la Colección de libros raros de Mortimer, Colecciones especiales de Smith College.

### Artículos
- "Carolyn G. Heilbrun", Barnard College (vídeo).
- Suzanne Klingenstein, "Carolyn G. Heilbrun", Archivo de mujeres judías.
- "Carolyn G. Heilbrun", Random House.
- "Carolyn G. Heilbrun", WW Norton.
- Anne Matthews, "Rage in a Tenured Position" Archivado el 27 de abril de 2021 en Wayback Machine., New York Times Magazine, 8 de noviembre de 1992.
- Académica y feminista en línea (SFO) - Escribiendo la vida de una feminista: el legado de Carolyn G. Heilbrun (2006).

- Datos: Q272811